# Battlefield: Bad Company 2
Battlefield: Bad Company 2 — відеогра жанру шутера від першої особи, розроблена компанією DICE і видана компанією Electronic Arts. Гра вийшла для ПК (Microsoft Windows), PlayStation 3, Xbox 360 3 березня 2010 у Північній Америці та 5 березня в Європі. Battlefield: Bad Company 2 — прямий сиквел до Battlefield: Bad Company, яка вийшла наприкінці червня 2008 року.

## Ігровий процес

Ігровий процес Battlefield: Bad Company 2 (сюжетний режим)

### Основи
Гравець керує бійцем сучасної армії, що повинен знищувати ворогів з допомогою стрілянини, та виконувати завдання, такі як захоплення точок або знешкодження вибухівки. З собою дозволяється нести два види зброї, а також міняти її на знайдену. Зброя може доповнюватись такими частинами, як приціли чи підствольні рушниці. Запас здоров'я бійця не відображається, але про поранення сигналізує червоне обрамлення картинки. Коли персонаж певний час не зазнає поранень, його здоров'я відновлюється.
Боєць може сідати в різний транспорт і керувати ним як водій і/або стрілець. Транспорт включає танки, бронеавтомобілі, квадроцикли, літаки, катери. Також можна займати стаціонарні протипіхотні, протитанкові та зенітні гармати.
У грі діє система руйнувань Destruction 2.0, що реалізує не лише руйнування стін, а й будівель цілком, а також частин дрібних укриттів замість їх секцій. Наприклад, вибухом можна обрушити будинок, танком проломити огорожу, а після декількох кульових влучень паркани кришаться. Це серйозно змінює тактичну складову гри: в будівлі більше не можна постійно ховатися від куль і вибухів, можна увійти в будинок не через двері, а підірвавши стіну з підствольного гранатомета. Замість знищення передавача, що знаходиться всередині будинку, можна просто обрушити на нього будівлю за допомогою танка або вибухівки.

### Мультиплеєр

#### Режими
- «Завоювання» (англ. Conquest) — дві команди гравців змагаються у захопленні та утриманні стратегічних точок. На початку кожна команда має, залежно від налаштувань сервера, 100, 250 чи 350 «квитків» (tickets). Коли одна команда захоплює більше точок, команда противника поступово втрачає «квитки». Також по одному «квитку» знімається за кожне повернення до бою загиблого учасника. Команда, яка втратила всі «квитки», програє.
- «Штурм» (англ. Rush) — дві команди діляються на нападників і захисників. Нападники повинні прорватися на ворожі бази та знищити вибухівкою передавачі на них, а захисники — завадити цьому. Загиблі захисники можуть необмежену кількість разів відроджуватися, тоді як у нападників на це витрачаються «квитки» підкріплень. Коли нападники знищують черговий передавач, запас «квитків» поповнюється. Також «квиток» повертається за виведеного з бою солдата, котрого вдалося реанімувати. Нападники виграють при знищенні всіх передавачів, а захисники — якщо у нападників скінчилися всі «квитки».
- «Командний смертельний матч» (англ. Squad Deathmatch) — чотири загони борються між собою, виграє той, що першим здійснить 50 убивств. На картах в цьому режимі наявний танк, який можна захопити.
- «Штурм (загін)» (англ. Squad Rush) — режим ідентичний до «Штурму», за винятком того, що передавачів всього два і є два загони захисників проти одного загону нападників.
- «Напад» (англ. Onslaught) — команда з чотирьох бійців повинна захопити вказані точки на карті, що охороняються керованими ШІ солдатами. Цей режим доступний лише на Xbox 360 і PS3.

У всіх режимах можна додатково активувати «Реалістичний режим». При ньому з екрана прибирається приціл, міні-карта, показники боєзапасу. Запас здоров'я зменшується до 60 % і може відновлюватися тільки аптечками. Передбачено дружній вогонь, а вороги не позначаються при дії спеціальних вмінь. При використанні техніки зберігається зображення від першої особи, а не третьої, як зазвичай.

#### Класи бійців
- «Штурмовик» (англ. Assault) — озброєний штурмовою гвинтівкою з підствольним гранатометом. Може вистрілювати з нього осколкові та димові гранати, а також потужний патрон з картеччю. Якщо замість штурмової гвинтівки несе універсальну зброю, доступну всім класам, то замість підствольного гранатомета можна мати вибухівку С4. Він може розкидати коробки з боєприпасами (за промовчуванням 2), навколо яких у всіх бійців поповнюється боєзапас (у противників також); кількість боєприпасів в коробці обмежена.
- «Медик» (англ. Medic) — озброєний ручним кулеметом і портативним дефібрилятором, яким можна реанімувати виведених з бою союзників, а також убити противника чи живого союзника, якщо передбачено дружній вогонь. Крім того, медик може розкидати аптечки (за промовчуванням 2), навколо яких у всіх бійців швидко поповнюється здоров'я (у противників також). Діяти може тільки одна аптечка, якщо кинути другу — перша зникне.
- «Інженер» (англ. Engineer) — озброєний пістолетом-кулеметом і протитанковим гранатометом або мінами. Інженер володіє пальником, яким можна ремонтувати союзну техніку, ламати ворожу. Також пальник може слугувати зброєю проти піхоти. Протитанкові міни детонують при проходженні союзної техніки і піхоти будь-якої команди.
- «Розвідник» (англ. Recon) — озброєний снайперською гвинтівкою і вибухівкою С4 з радіодетонатором (3 заряди) або біноклем, з допомогою якого можна позначати цілі для мінометного удару. Крім того, носить з собою 3 датчика руху, які після кидання деякий час вказують на міні-карті переміщення противників. Безпосередньо на місцевості також видають писк. Розвідник найшвидше з усіх класів рухається та носить маскувальний халат.

### Розвиток персонажа
В мультиплеєрі гравець розвиває свого персонажа, підвищуючи його в званнях, що відкриває нові можливості. Всі успішні дії винагороджуються бойовими очками, а за порушення правил (самогубство, вбивство чи поранення союзника, пошкодження союзної техніки і т. д.) очки віднімаються. Набравши певну кількість бойових очок, боєць підвищується у званні, що відкриває нове озброєння, універсальне для всіх класів. Унікальне озброєння, котрим може користуватися тільки один клас, видається за окремі бойові очки при грі за цей клас. Використання техніки дає очки техніки, що відкривають їй нові можливості.
Виконання особливих умов (напр. вбивство певної кількості противників за раунд, або серія вбивство з конкретної зброї) винагороджуються значками, емблемами та зірками. Ці нагороди дають додаткові бойові очки, при цьому значки можуть здобуватися неодноразово, а емблеми та зірки лише один раз кожна.
Вбиваючи противників ножем, боєць забирає їхні іменні жетони. Що вищого рівня був убитий, то цінніший його жетон. Самі по собі жетони не дають ніякої вигоди, гравець може лише переглядати їх у меню статистики як трофеї.
Якщо власник копії Battlefield: Bad Company 2 володіє двома попередніми іграми серії Battlefield, він отримує статус ветерана та гвинтівку M1 Garand.

## Сюжет
Восени 1944 року командування США відправляє загін спецпризначенців на пошуки японського вченого-перебіжчика Ватанабе, який може змінити хід війни. Вони пробираються крізь японську оборону і знаходять Ватанабе. Раптом лунає дивний звук, який супроводжується сейсмічним поштовхом. Загін проривається крізь ворожий і табір дістатися до доків з підводними човнами. Щойно вони відпливають з острова, спалахує синє світло, лунає дивний звук і від острова поширюється величезна хвиля. Підводний човен накриває цунамі, і всі на борту гинуть.
В наші дні між Росією і США триває війна. Після ряду поразок армія РФ починає новий наступ: за короткий термін була захоплена практично вся Євразія, а також Японія і Нова Гвінея. Країни Латинської та Південної Америки стають на бік Росії, починається наступ на США з боку Мексики і Аляски. Командування США відправляє загін Браво-2 у складі стрільця Престона Марлоу, Самуеля «Сержанта» Редфорда, комп'ютерного фахівця Світвотера і вибухотехніка Гордона Хаггарда на Камчатський півострів для допомоги контррозвідникам.
Підкравшись до засніженої російської бази, Марлоу та його загін бачить, що американського контррозвідника схоплюють і страчують. Командування наказує дістатися до вантажівки з таємничим вантажем. Після бою транспорт вдається захопити, проте починається погоня. На вантажівку падає російський гелікоптер і вона перевертається. Загін знаходить в кузові кейс з чимось, схожим на атомну міну. Коли вони повертаються, Капітан Бредвуд каже, що Браво-2 знайшли фальшивку. Він наказує їм вирушити до Болівії, де працює агент АНБ Агвайр. Також генерал дає їм флешку, яку вони повинні показати агенту при зустрічі.
По дорозі в табір загін знайомиться з Фліном — пацифістом і пілотом гелікоптера. Коли вони добираються до табору посеред джунглів, то виявляють, що всі військові там убиті, а Агвайр зник. Раптом нападають найманці, спецпризначенці з боями добираються до верхів'я річки, де знаходять Агвайра і показують йому флешку. Агвайр повідомляє, що вони повинні дістатися до супутника з даними про секретну зброю. Після знаходження даних Егвайр каже, що це скалярна зброя, котра генерує потужний електромагнітний імпульс, здатний відключати будь-яку електроніку. Він також додає, що застосування бомби в певному місці США зробить усю державу беззахисною. У зв'язку з цим герої повинні захопити або убити главу проекту — Аркадія Кириленко, якого востаннє бачили на Камчатці.
Загін вирушає до Чилі, де приблизно знаходиться Кириленко. За підтримки 1-ї бронетанкової дивізії армії США загін проривається в місто, де той знаходився перед відступом росіян. Далі, за підтримки гелікоптерів і морпіхів, Браво-2 добирається до села, де переховується Кириленко. Але їхній конвой потрапляє в засідку, і в живих залишається тільки Марлоу і його загін. В цей момент сили США починають артпідготовку. Пробираючись крізь зруйноване село і пройшовши по каналізації, спецпризначенці знаходять Кирилеко і список вантажів корабля «Сангре-дель-Торо». Але в цей момент влучає в будинок, і Кириленку вдається втекти.
Незабаром загін вирушає в пустелю Атакама, щоб знайти «Сангре-дель-Торо». Для цього потрібно встановити координати корабля з допомогою 4 передавачів. Після цього Марлоу вирушає в потрібну точку, а решта залишаються охороняти передавачі. На кораблі Марлоу знаходить щоденник про операцію «Аврора» і пристрій, який він бачив на Камчатці, але давніший і з японськими ієрогліфами.
Пізніше загін вирушає на зустріч з Агвайром, але їхній гелікоптер збивають. Загону доводиться розділитися, а Фліна беруть у полон. Після об'єднання загону і порятунку Фліна герої вирушають до Агвайра, попутно збиваючи кілька гелікоптерів противника. Коли загін все-таки зустрічається з Агвайром, той зраджує їх і віддає пристрій Кириленку, який вбиває Агвайра і збирається розстріляти загін, але на допомогу приходить Флін. Він знищує ворогів, та його апарат збивають і він гине.
Герої добираються до великого міста, де з радіопереговорів росіян стає відомо, що Кириленко вирушає до порту, де приземлився літак. Туут лунає дивний звук, що супроводжується сейсмічним поштовхом. Діставшись до пункту спостереження, герої бачать пробний залп із скалярної зброї. Вона знаходиться на літаку Кириленка, тому вибух йому не шкодить.
Далі, діставшись до літака, загін знаходить саму зброю і вирішує її знищити. Від вибуху цього пристрою літак руйнується й починає падати. Світвотер намагається дати Марлоу парашут, але тут з'являється Кириленко і виштовхує Світовотера з літака. Під час падіння Престону вдається вбити Кириленка, а Світвотер кидає Марлоу парашут. Літак падає недалеко від Техасу, герої виживають і вже готуються вирушити додому, коли повз них проїжджає конвой американських військ. Загін дізнається, що вторгнення Росії не зупинено і російські війська прямують крізь Аляску та Канаду.

## Підтримка гри
При покупці гри, гравці отримують спеціальний ключ, що відкриває безкоштовний доступ до двох нових карта для колективної гри (Laguna Alta для режиму Conquest і Nelson Bay для режиму Rush). Також в кінці березня 2010 були випущені ще дві карти (Arica Harbor для Conquest і Laguna Presa для Rush). Всі ці доповнення входять у комплект «Розширеного видання».
Electronic Arts 8 грудня 2023 року вимкнула сервери для Battlefield: Bad Company 2 на PlayStation 3, Xbox 360 та Windows.

## Продажі
При оголошенні результатів першого кварталу 2011 фінансового року представниками Electronic Arts повідомлено, що з моменту надходження гри у продаж було продано понад 9 млн копій.

## Цікаві факти
- У другій місії («Холодна війна») Хаггард говорить сержантові Редфорд: «Це прямо вулична магія, ти врятував мою дупу», це відсилання до роликів з пародією на Девіда Блейна з YouTube.
- Також в цій місії в початковій заставці показують табличку з написом «Мінне поле» з черепом і кістками. Точно такий же знак є на прапорі Національної армії — фракції з Battlefield Heroes.
- В одній з місій, коли команду запитують, чи підуть вони далі виконувати завдання, Світвотер говорить: «Відмовитися, щоб це завдання віддали спецпризначенцям з датчиками серцебиття на стволах?», натякаючи на місію «Скелелаз» із «Call of Duty: Modern Warfare 2». В іншій місії Світвотер скаржиться на те, що він їде на квадроциклі, а не на снігоході, а Хаггард в свою чергу говорить, що снігоходи для слабаків — натяк на ту ж місію.
- У місії «У небо» Світвотер говорить: «Це що, планета Хот?», натякаючи на фільм «Зоряні війни. Епізод V. Імперія завдає удару у відповідь».
- Нікнейми деяких розробників гри поміщені на обкладинку гри.
- У місії «Серце пітьми» якщо деякий час не діяти, між героями може зав'язатися розмова, в ході якого Хаггард скаже: «Я б теж хотів вриватися, як при сповільненій зйомці, і кричати: це мій літак!». Це натяк на часті уповільнення часу при порятунку заручників в «Call of Duty: Modern Warfare 2» а також в місії-епілозі в «Call of Duty 4: Modern Warfare», дія якої відбувається на борту захопленого лайнера .
- Під час одного з діалогів можна побачити жовту торбинку з гри Mirror's Edge, створеної цими ж розробниками. А після місії «Холодна війна» йде кат-сцена, в якій на задньому плані можна побачити портрет Фейт, головної героїні гри Mirror's Edge.
- Під час атаки деякі солдати кричать «Let the bodies hit the floor!». Це відсилання на американську рок-групу Drowning Pool.
- Під час перегляду відеоролика з підказкою де знаходиться Агвайр, можна побачити коробку з написом «N7» що є відсиланням до гри Mass Effect

## Оцінки та нагороди
Гра була позитивно оцінена ігровими виданнями та ігровими сайтами.
| Агрегатор    | Оцінка                                                 |
| ------------ | ------------------------------------------------------ |
| GameRankings | (X360) 89.03% (PS3) 88.83 % (PC) 88.34 % (iOS) 73.33 % |
| Metacritic   | (X360) 88/100 (PS3) 88/100 (PC) 87/100 (iOS) 64/100    |

| Видання                            | Оцінка            |
| ---------------------------------- | ----------------- |
| 1Up.com                            | A-                |
| Edge                               | 8/10              |
| Eurogamer                          | 9/10              |
| Game Informer                      | 9.5/10            |
| GameSpot                           | 9.0/10            |
| GameSpy                            | [ 20 ]            |
| GameTrailers                       | 9.1/10            |
| GameZone                           | 9/10              |
| IGN                                | 8.9/10 (iOS) 5/10 |
| Official U.S. PlayStation Magazine | 4.5/5             |
| Official Xbox Magazine (США)       | 8.5/10            |